# 나오키 산주고상
나오키 산주고 상(일본어: 直木三十五賞, 영어: Naoki Sanjugo Prize) 또는 단순히 나오키상(일본어: 直木賞, 영어: Naoki Prize)은 일본의 소설가 나오키 산주고(1891~1934)의 업적을 기려, 대중 문학(순수문학과 대칭되는 의미의)의 신인에게 주는 상이다. 일본의 출판사인 분게이슌주의 기쿠치 간이 친구인 나오키를 기리며 아쿠타가와 상과 함께 1935년에 창설하였다. 시상은 1년에 두 번 있다.
잡지 '올 요미모노(オール読物)'에 상반기 수상작은 9월호에, 하반기 수상작은 다음 해 3월호에 게재된다(다이제스트로 게재되는 경우가 많다). 수상 작가는 1명에서 2명이며, 신인이 아닌 경우도 있고, 수상작이 없는 경우도 있다. 한 작가의 소설이 동시에 둘 이상 오르기도 한다. 하반기 수상작의 경우 시상이 다음 해 이루어지기 때문에 수상년도와 회차년도가 다를 수 있다.
원래는 신인상이었으나, 지금은 신인상이라 보기 힘들 정도로 중견 작가의 수상이 많다.
제6회부터는 재단법인 일본문학진흥회에서 운영하고 있으며, 1945년 일시중단 후 1949년에 부활했다.
분게이슌주가 출판한 소설이 많이 수상하는 것으로도 알려져 있다. 또, 전체적으로 추리 소설은 수상하기 힘든 경향이 있다는 것도 지적되고 있다.
심사는 요정(料亭) 신키라쿠(新喜楽)의 2층에서 행해진다(아쿠타가와 상 심사는 1층에서).

## 한국어 번역작
아래의 수상작 목록에서 수상작이 2편인 경우, 1권만 한국에 번역되었을 때는 (외 1작)이라 표기한다. 작가 이름은 번역본의 이름을, 책 제목은 번역본 제목을 따른다.
- 제42회(1960년)- 시바 료타로 《올빼미의 성》
- 제58회(1967년 하반기) - 노사카 아키유키 《반딧불이의 무덤》 및 《아메리카 녹미채》(미번역), 외 1작
- 제105회(1991년 상반기) - 아시하라 스나오 《청춘 덴데케 데케데케~》 외 1작
- 제109회(1993년 상반기) - 다카무라 카오루 《마크스의 산》외 1작
- 제110회(1993년 하반기) - 오사와 아리마사 《지옥의 인형 (신주쿠 상어 4)》외 1작
- 제115회(1995년 하반기) - 고이케 마리코 《사랑》, 후지와라 이오리 《테러리스트의 파라솔》
- 제117회(1997년 상반기) - 시노다 세츠코 《여자들의 지하드》, 아사다 지로 《철도원》
- 제120회(1998년 상반기) - 미야베 미유키 《이유》
- 제121회(1999년 상반기) - 사토 겐이치 《왕비의 이혼》, 기리노 나쓰오 《부드러운 볼》
- 제122회(1999년 하반기) - 나카니시 레이 《게이샤의 노래》
- 제123회(2000년 상반기) - 가네시로 가즈키 《GO》 외 1작
- 제124회(2000년 하반기) - 야마모토 후미오 《플라나리아》, 시게마츠 기요시 《비타민 F》
- 제126회(2001년 하반기) - 유이카와 케이 《어깨 너머의 연인》 외 1작
- 제127회(2002년 상반기) - 오토가와 유자부로 《살다》
- 제129회(2003년 상반기) - 이시다 이라《4 TEEN》, 무라야마 유카 《별을 담은 배》
- 제130회(2003년 하반기) - 에쿠니 가오리 《울 준비는 되어 있다》, 교고쿠 나쓰히코《후항설백물어》
- 제131회(2004년 상반기) - 오쿠다 히데오 《공중그네》 외 1작
- 제132회(2004년 하반기) - 가쿠타 마쓰요《대안의 그녀》
- 제133회(2005년 상반기) - 슈카와 미나토 《꽃밥》
- 제134회(2005년 하반기) - 히가시노 게이고 《용의자 X의 헌신》
- 제135회(2006년 상반기) - 미우라 시온《마호로 역 다다 심부름집》, 모리 에토《바람에 휘날리는 비닐 시트》
- 제138회(2007년 하반기) - 사쿠라바 가즈키《내 남자》
- 제139회(2008년 상반기) - 이노우에 아레노《채굴장으로》
- 제140회(2008년 하반기) - 텐도 아라타 《애도하는 사람》, 야마모토 겐이치 《리큐에게 물어라》
- 제142회(2009년 하반기] - 사사키 조 《폐허에 바라다》, 시라이시 가즈후미 《다른 누구도 아닌 너에게》
- 제143회(2010년 상반기] - 나카지마 교코 《작은 집》
- 제144회(2010년 하반기] - 미치오 슈스케 《달과 게》
- 제146회(2011년 하반기) - 하무로 린 《저녁매미 일기》
- 제147회(2012년 상반기) - 츠지무라 미즈키 《열쇠 없는 꿈을 꾸다》
- 제148회(2012년 하반기) - 아사이 료 《누구》
- 제149회(2013년 상반기) - 사쿠라기 시노 《호텔 로얄》
- 제150회(2014년 상반기) - 아사이 마카테《연가》, 히메노 가오루코《쇼와의 개》공동수상
- 제151회(2014년 하반기) - 구로카와 히로유기《파문》

수상작의 번역본이 없는 작가들 중 한국에서 잘 알려진 작가로 하야시 마리코, 사사쿠라 아키라 등이 있다.